# Divisione di Gorakhpur
La divisione di Gorakhpur è una divisione dello stato federato indiano dell'Uttar Pradesh, di 11 574 070 abitanti. Il suo capoluogo è Gorakhpur.
La divisione di Gorakhpur comprende i distretti di Deoria, Gorakhpur e Kushinagar, Maharajganj.